# Mowrystown
Mowrystown és una població dels Estats Units a l'estat d'Ohio. Segons el cens del 2000 tenia 373 habitants.

## Demografia
Segons el cens del 2000, Mowrystown tenia 373 habitants, 143 habitatges, i 103 famílies. La densitat de població era de 300 habitants per km².
Dels 143 habitatges en un 37,8% hi vivien nens de menys de 18 anys, en un 55,2% hi vivien parelles casades, en un 11,9% dones solteres, i en un 27,3% no eren unitats familiars. En el 23,1% dels habitatges hi vivien persones soles el 8,4% de les quals corresponia a persones de 65 anys o més que vivien soles. El nombre mitjà de persones vivint en cada habitatge era de 2,61 i el nombre mitjà de persones que vivien en cada família era de 3,12.
Per edats la població es repartia de la següent manera: un 28,2% tenia menys de 18 anys, un 10,5% entre 18 i 24, un 27,9% entre 25 i 44, un 22,5% de 45 a 60 i un 11% 65 anys o més.
L'edat mediana era de 34 anys. Per cada 100 dones de 18 o més anys hi havia 104,6 homes.
La renda mediana per habitatge era de 35.956 $ i la renda mediana per família de 37.917 $. Els homes tenien una renda mediana de 31.250 $ mentre que les dones 20.938 $. La renda per capita de la població era de 13.884 $. Aproximadament l'11,6% de les famílies i el 10,1% de la població estaven per davall del llindar de pobresa.

## Poblacions més properes
El següent diagrama mostra les poblacions més properes.